# Stanford Stadium
Das Stanford Stadium ist ein College-Football-Stadion auf dem Campus der Stanford University in der US-amerikanischen Stadt Stanford, rund 36 Meilen (ca. 58 km) südlich von San Francisco, im Bundesstaat Kalifornien. Es wurde 1921 eröffnet und dient hauptsächlich als Austragungsort der Football-Spiele der Stanford Cardinal, die in der Pac-12 der NCAA spielen.

## Geschichte
Das Stadion wurde 1921 im Wettlauf mit der University of California in Berkeley in nur vier Monaten erbaut und am 19. November 1921 eröffnet. Das erste Spiel war gegen Berkeley, die Stanford mit 42:7 besiegten. Das damals hufeisenförmige Stadion besaß bis zum Umbau 2005 eine Leichtathletikanlage und eine ursprüngliche Zuschauerkapazität von 60.000. Es war nach der Yale Bowl das zweitgrößte Stadion dieser Zeit. 1925 wurden weitere 10.200 Sitze hinzugefügt und damit die Hufeisenform beinahe geschlossen. Schließlich wurde 1927 die Anzahl der Sitzreihen um weitere 14 auf nun insgesamt 80 Reihen erweitert und die maximale Kapazität von 85.500 erreicht. 1935 wurde im Derby gegen Berkeley, das Stanford mit 13:0 gewann, ein Zuschauerrekord von 94.000 aufgestellt.
Am 22. Oktober 1989 spielten die San Francisco 49ers aus der National Football League (NFL) ein Heimspiel im Stanford Stadium, da der Candlestick Park fünf Tage zuvor durch das Loma-Prieta-Erdbeben Schäden erlitt. 1994 wurden sechs Spiele der Fußball-Weltmeisterschaft hier ausgetragen. Brasilien konnte drei Siege auf dem Weg zum Weltmeistertitel im Stanford Stadium erzielen. 2005 wurde die Anlage im Anschluss an die Saison renoviert. Das renovierte Spielstätte wurde am 16. September 2006 mit einer Partie gegen die Navy  Midshipmen eröffnet, die 9:37 verloren ging.

## Spiele der Fußball-Weltmeisterschaft 1994 im Stanford Stadium
- 20. Juni 1994, Gruppe B:  Brasilien –  Russland 2:0 (1:0)
- 24. Juni 1994, Gruppe B:  Brasilien –  Kamerun 3:0 (1:0)
- 26. Juni 1994, Gruppe A:  Schweiz –  Kolumbien 0:2 (0:1)
- 28. Juni 1994, Gruppe B:  Russland –  Kamerun 6:1 (3:0)
- 4. Juli 1994, Achtelfinale:  Brasilien –  USA 1:0 (0:0)
- 10. Juli 1994, Viertelfinale:  Rumänien –  Schweden 2:2 n. V. (1:1, 0:0), 4:5 i. E.

## Galerie

Das Stadion in der Halbzeit der Partie Stanford Cardinal gegen die UCLA Bruins am 10. Oktober 1981
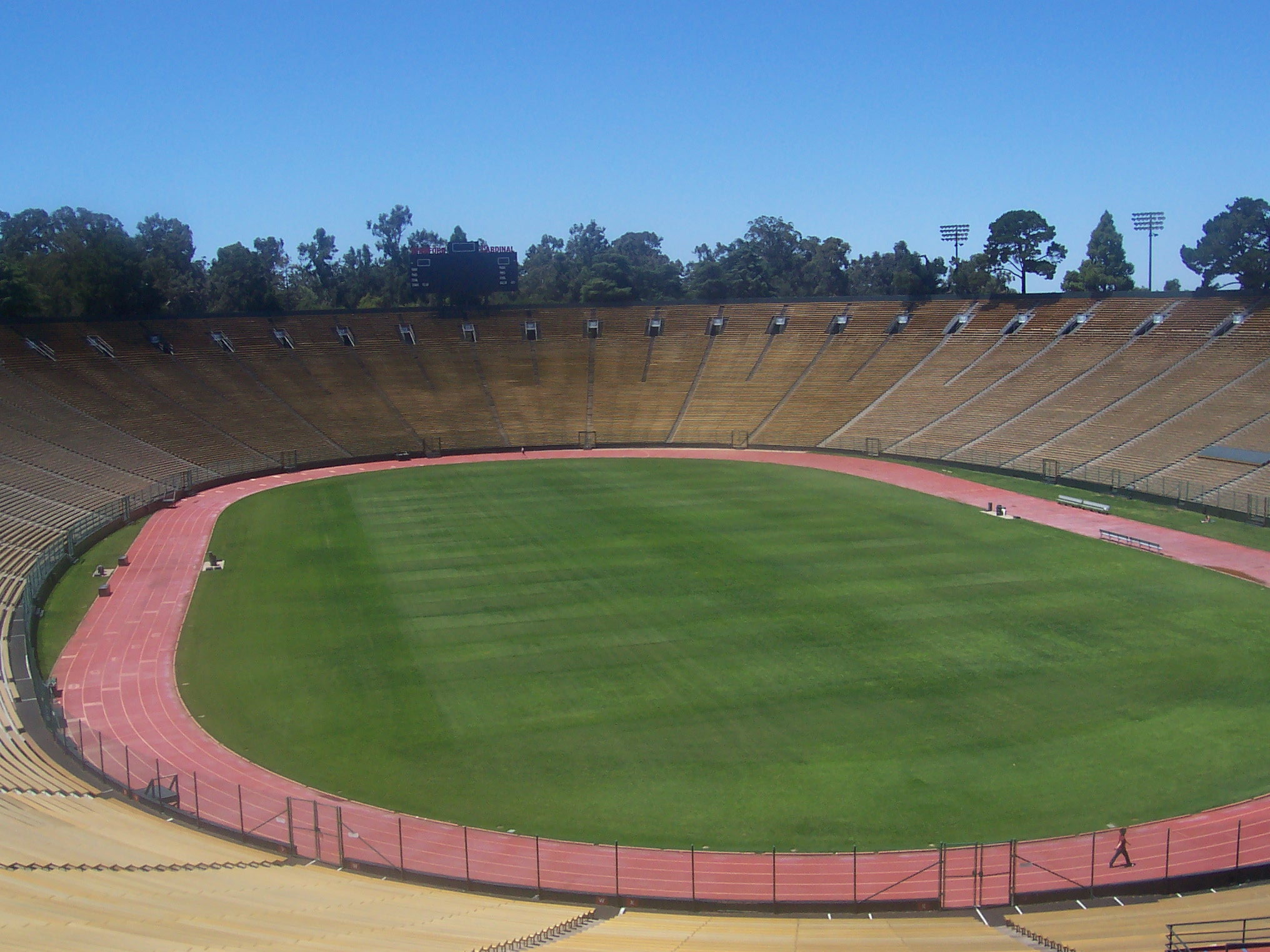
Der Innenraum (2004)
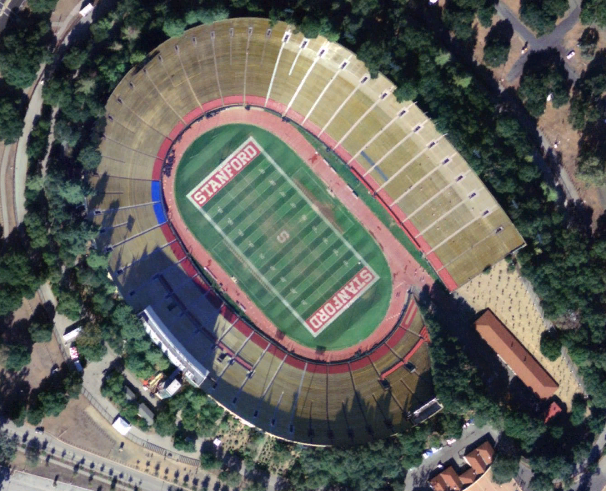
Satellitenbild vor der Renovierung
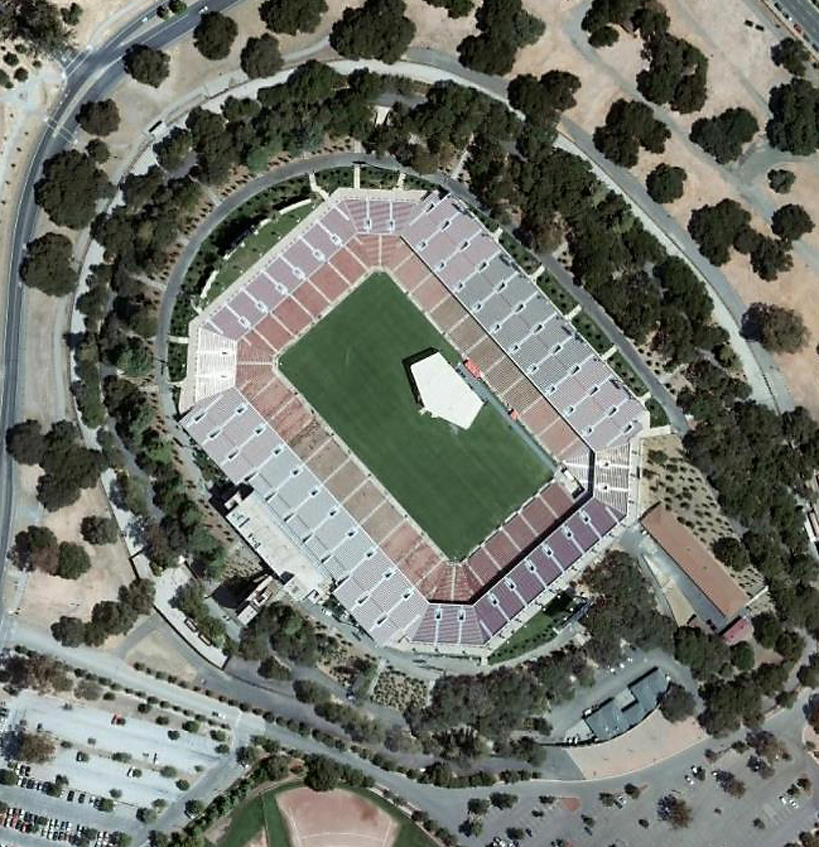
Satellitenbild nach der Renovierung